# Pimpla varians
Pimpla varians là một loài tò vò trong họ Ichneumonidae.